# ابراهیم باقری
ابراهیم باقری (زاده ۱۳۰۹ تهران – ۱۹ آذر ۱۳۹۶ تهران) کارگردان، هنرپیشه، تهیه‌کننده،فیلم‌نامه‌نویس و روزنامه نگار ایرانی بود.  وی فعالیت هنری را با بازی در تئاتر جامعه باربد آغاز کرد و سینما را سال ۱۳۳۲ با بازی در فیلم ملانصرالدین به کارگردانی ایرج دوستدار و علی محمد نوربخش آغاز کرد. از دیگر فعالیت‌های وی می‌توان به نویسندگی در مجله‌های سینمایی مانند سینما اشاره کرد.
وی در  ۱۹  آذرماه ۱۳۹۶ در سن ۸۷ سالگی درگذشت.

## فیلم شناسی

### کارگردان
۱ -  پهلوان پهلوانان (۱۳۴۸)
۲ -  دلاور دوران (۱۳۴۷)
۳ -  عشق قارون (۱۳۴۷)
۴ -  کوه زاد (۱۳۴۶)
۵ -  مأمور ۰۰۰۸ (۱۳۴۶)
۶ -  قهرمان دهکده (۱۳۴۵)
۷ -  شیرمرد (۱۳۴۴)
۸ -  مادر فداکار (۱۳۴۲)
۹ -  نصیب و قسمت (۱۳۴۱)
۱۰ -  افسانه شمال (۱۳۳۸)

### نویسنده
۱ -  پهلوان پهلوانان (۱۳۴۸)
۲ -  دلاور دوران (۱۳۴۷)
۳ -  عشق قارون (۱۳۴۷)
۴ -  کوه زاد (۱۳۴۶)
۵ -  مأمور ۰۰۰۸ (۱۳۴۶)
۶ -  قهرمان دهکده (۱۳۴۵)
۷ -  شیرمرد (۱۳۴۴)
۸ -  مادر فداکار (۱۳۴۲)
۹ -  نصیب و قسمت (۱۳۴۱)
۱۰ -  افسانه شمال (۱۳۳۸)

### بازیگر
۱ -  کشتی آنجلیکا (۱۳۶۷)
۲ -  افسانه شمال (۱۳۳۸)
۳ -  جنوب شهر (۱۳۳۷)
۴ -  شب نشینی در جهنم (۱۳۳۵)

### تهیه کننده
۱ -  مبارزه با شیطان (۱۳۵۰)
۲ -  نصیب و قسمت (۱۳۴۱)